# Allium shevockii
Allium shevockii är en amaryllisväxtart som beskrevs av Mcneal. Allium shevockii ingår i släktet lökar, och familjen amaryllisväxter. Inga underarter finns listade i Catalogue of Life.

## Bildgalleri

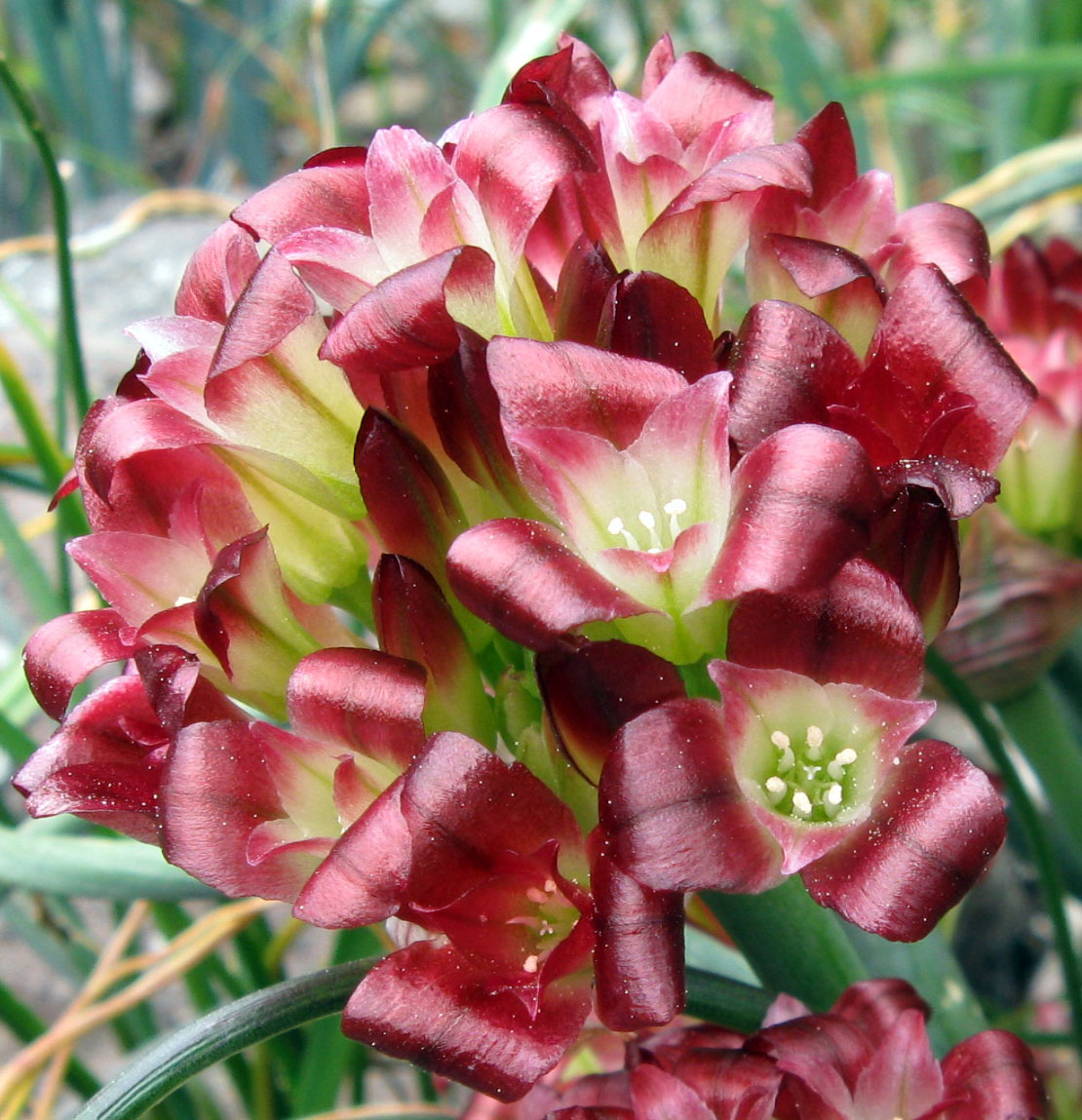